# Сабах Бізі
Сабах Бізі (алб. Sabah Bizi, нар. 13 листопада 1946, Тирана) — албанський футболіст, що грав на позиції півзахисника за клуби «Партизані» та «Влазнія», а також за національну збірну Албанії.

## Клубна кар'єра
У дорослому футболі дебютував 1965 року виступами за команду «Влазнія», в якій провів два сезони. 
1968 року був призваний до лав Албанської народної армії і проходив службу граючи за армійську команду «Партизані» з Тирани, у складі якої у сезоні 1970/71 став чемпіоном країни.
1971 року повернувся до «Влазнії», виступами за яку через сім років і завершив ігрову кар'єру, додавши за цей час до свого активу ще три чемпіонські титули.

## Виступи за збірну
1967 року дебютував в офіційних матчах у складі національної збірної Албанії грою проти команди ФРН в рамках відбору на ЧЄ-1968.
Загалом протягом кар'єри у національній команді, яка тривала 10 років, провів у її формі 15 матчів, забивши 1 гол.